# نيزاهوالكويوتل
نيزاهوالكويوتل (وتعني القيوط الصائم) كان عالمًا وفيلسوفًا (تلاماتيني) ومحاربًا ومهندسًا معماريًا وشاعرًا وحاكمًا (تلاتواني) لمدينة-دولة تشكوكو في المكسيك قبل العصر الكولومبي. بخلاف شخصيات مكسيكية بارزة أخرى من القرن الذي سبق الغزو الإسباني لإمبراطورية الآزتك، لم يكن نيزاهوالكويوتل مكسيكيًا بالكامل؛ فشعب والده كان من قبيلة أكولهوا، وهم شعب الناوا آخر استقر في الجزء الشرقي من وادي المكسيك، على ساحل بحيرة تشكوكو. أما والدته فكانت شقيقة تشيمالبوبوكا، ملك تينوتشتيتلان المكسيكي.